# 城南島
城南島（日语：／ Jōnanjima */?）是東京都大田區的人工島及同區町名。現行行政地名為城南島一丁目至城南島七丁目。人口6人（2013年8月1日）。填海地名為大井埠頭其2。（大井埠頭其1是大田區東海、品川區八潮的區域）

## 概要
位於大田區東部。西部與西北部鄰大田區東海（大井埠頭），東北部鄰中央防波堤外側埋立地，南部鄰京濱島、羽田空港。
島內有工業園區、埠頭用地、底盤車堆場、空箱堆場等。

## 年表
- 1939年1月31日 - 取得許可。事業主體為東京府。
- 1979年 - 町名命名為「城南島」。編入大田區。
- 1980年1月1日 -　實施住居表示。成立一丁目。
- 1985年 - 成立二丁目。
- 1990年 - 成立四丁目。
- 1991年 - 成立五丁目與六丁目。
- 1996年 - 完全竣工。成立七丁目。

竣工面積：1,124,000m²

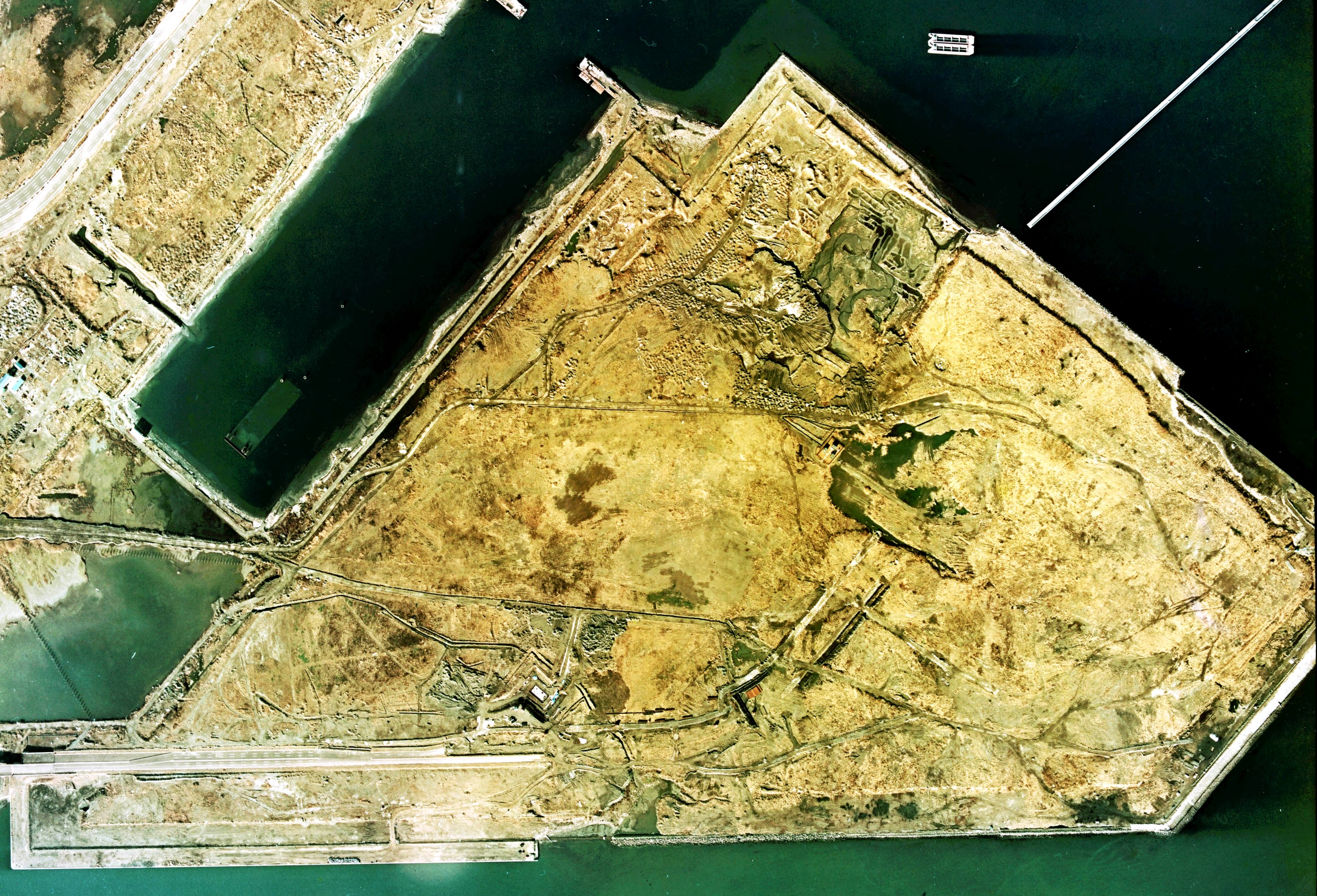
城南島附近的空照圖。1974年攝影。填海工程仍在持續進行。
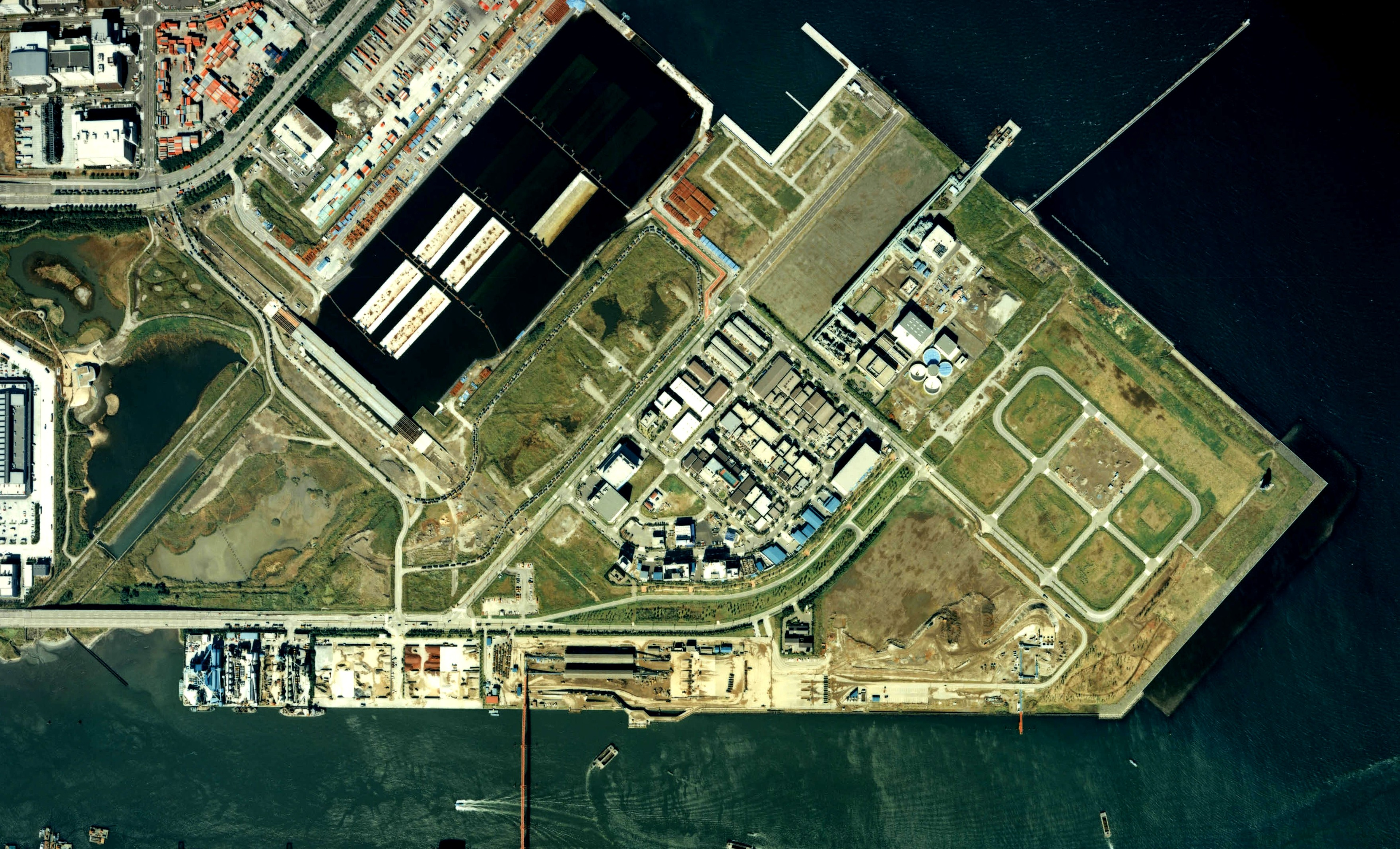
城南島附近的空照圖。1989年攝影。與1974年相比，大部分土地已開發。

## 地域內的町名
- 城南島一丁目…地域西南部。有混凝土工廠、建材埠頭、東京港埠頭公社事務所。
- 城南島二丁目…地域中部。企業的運送、物流中心與製造相關工廠等。
- 城南島三丁目…地域東南部。各種工廠、東京都動物愛護相談中心城南島出張所。
- 城南島四丁目…地域東部。同二丁目同様，各種工廠與企業物流中心。東京灣畔有城南島海濱公園。是眺望東京灣與羽田空港機場的知名景點。
- 城南島五丁目…地域北部。東京都下水道局南部污泥廠8汙泥處理設施）與東京大井冷藏廣場（東京大井コールドプラザ）。聚集多家企業的冷藏倉庫，主要管理埠頭的冷藏食品。也有底盤車堆場。
- 城南島六丁目…地域西北部。同五丁目，冷藏倉庫、底盤車堆場、空箱堆場。
- 城南島七丁目…地域西部。底盤車堆場等。

## 地名由來
鄰近此地的品川區與大田區位在「江戶城以南」而命名「城南島」。

## 地域內的公園
- 城南島海濱公園

### 城南島綠道公園
城南島綠道公園（じょうなんじまりょくどうこうえん）是位於城南島一丁目與二丁目、由東京都港灣局管理的公園。整條綠色步道從城南島入口附近為起點，延伸到東側的城南島海濱公園。步道沿線種植花草樹木，是島內的緩衝綠地。
- 開園年月日：1981年4月1日
- 面積：20217.52㎡
- 交通方式：大森站等搭乘巴士（京急巴士　森32系統）至「建材埠頭」巴士站下車。

### 城南島埠頭公園
城南島埠頭公園（じょうなんじまふとうこうえん）是位於二丁目、由東京都港灣局管理的公園。以草坪為主，並設有遊戲設施。是島內上班族、員工休閒的地點。
- 開園年月日：1992年11月1日
- 面積：7139.71㎡
- 交通方式：大森站等搭乘巴士（京急巴士　森32系統）至「建材埠頭」巴士站下車。

## 交通
城南大橋與城南野鳥橋可聯繫東邊的大田區東海。此外，與東北部的中央防波堤外側埋立地有臨海隧道相連。
島內沒有鐵路車站，從東京單軌電車流通中心站須步行40分鐘以上，可搭乘大森站、大森海岸站、平和島站的京濱急行巴士。（須確認時刻表）

## 備註
1. ↑  .   [2013-08-27]. （原始内容存档于2014-02-18）.

## 外部連結
- 京濱急行巴士 （页面存档备份，存于）